# L'última nit del karaoke
L'última nit del karaoke és una sèrie de televisió catalana de TV3 estrenada el 18 d'octubre del 2021. Explica històries creuades que passen en una mateixa nit al Karaoke Imperial del Sr. Wang. Està formada per una temporada de 10 episodis. És una producció d'El Terrat creada per Pedro B. Abreu.
Es va enregistrar l'antic cinema Astòria i a la sala de concerts Razzmatazz, tots dos espais a Barcelona. El març de 2023 es va incorporar al catàleg d'Amazon Prime Video.

## Repartiment
- Roser Tapias com a Ona
- Àlex Maruny com a Nil
- Elisabet Casanovas com a Sara
- Artur Busquets com a Cris
- Alberto Jo Lee com a Wang
- Sana Yumii com a Yan-yan
- Santi Pons com a Funes
- Patrick Urbano com a sicari
- Cristian Valencia com a sicari
- Júlia Molins com a Ali
- Emma Arquillué com a Valeria
- Pep Ambrós com a Joel
- Jon Arias com a Ale
- Alicia Reyero com a Carolina
- Betsy Túrnez com a Glòria
- Jordi Díaz com a Martí
- David Bagés com a Paco
- Laura Yuste com a Laura
- Maria Ribera com a Montse
- Carlos Chamarro com a Ferran
- Violeta Rodríguez com a Laia
- Víctor Rebull com a Gerard
- Maria Lanau com a Teresa
- Anna Sahun com a Rosa
- Marta Bayarri com a Maria
- Lluís Soler com a Vicenç
- Adrian Grösser
- Joan Dausà com a Max
- Edu Buch com a Lluís
- Melina Matthews com a Eli
- Anna Bertran com a Cèlia
- Paula Màlia com a Gemma i Anna
- Èlia Solé com a Sílvia
- Júlia Lara com a Diana
- Alba Ribas com a Gina
- Paula Ribó com a Íngrid
- Xesc Cabot com a Miquel
- Aitor Galisteo-Rocher com a Xavi

## Episodis
| Núm. | Títol                       | Data d'estrena         | Espectadors | Share |
| ---- | --------------------------- | ---------------------- | ----------- | ----- |
| 1    | Una cançó per cremar la nit | 18 d'octubre de 2021   | 384.000     | 17,6% |
| 2    | Una pels vells temps        | 18 d'octubre de 2021   | 276.000     | 17%   |
| 3    | Una per petar-ho fort       | 25 d'octubre de 2021   | 208.000     | 9,3%% |
| 4    | Una per remenar el cul      | 1r de novembre de 2021 | 170.000     | 7,9%  |
| 5    | Una que ningú s'espera      | 8 de novembre de 2021  | 123.000     | 6,6%  |
| 6    | Una per ballar lent         | 15 de novembre de 2021 | 109.000     | 6%    |
| 7    | Una per esclatar            | 22 de novembre de 2021 | 122.000     | 6,9%  |
| 8    | Una amb córeo               | 29 de novembre de 2021 | 155.000     | 7,9%  |
| 9    | Una per tocar fons          | 6 de desembre de 2021  | 105.000     | 6,1%  |
| 10   | Una per tancar              | 13 de desembre de 2021 | 102.000     | 5,7%  |

## Recepció
L'última nit del karaoke no va satisfer la crítica. Joan Burdeus, a Núvol, qualificà la sèrie de «molt i molt dolenta» i afegí: «No passa res perquè les trames estiguin plenes de clixés, els acudits siguin dolents o la direcció d'actors mandrosa: el que fa ràbia és sentir que aquella sèrie ha estat feta per satisfer les idees que un executiu de TV3 pot tenir sobre "allò que agradarà als joves"». També féu notar la manca de criteri per crear un llenguatge col·loquial atractiu. A El País, Tomás Delclós lamentava la poca profunditat dels personatges: «Després dels dos primers capítols tens la sensació d’haver perdut el temps xafardejant la tòpica peripècia d’uns simples figurants en una comèdia sense suc ni bruc». A El Nacional, Jan Romaní opinava que la sèrie no trobava el seu to i lamentava la falta de subtilesa del guió: «Tot és molt explícit, tot molt mastegat perquè l'espectador no hagi de pensar. La clàssica idea d’escriure perquè ho entengui la teva àvia però portada massa a l'extrem. Un problema habitual que el canal hauria de superar».
La crítica també trobà desencertada la tria de cançons del karaoke.
Pel que fa a l'audiència, tot i que en l'estrena féu uns bons resultats, la sèrie es desplomà a partir del tercer episodi i caigué fins al 6% de quota de pantalla, tot fregant els 100.000 espectadors.